# 斯特凡·伯蒂歇尔

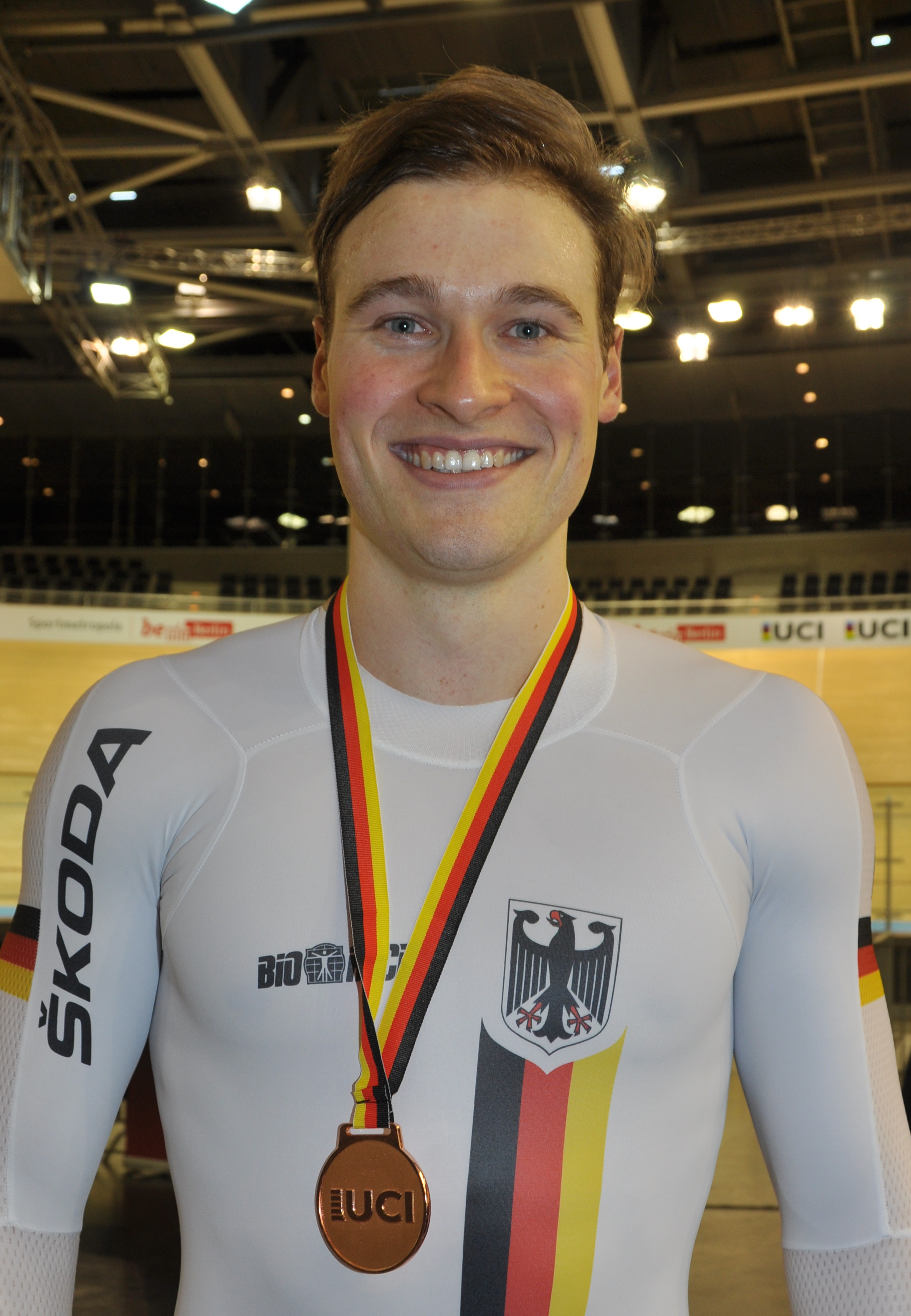
斯特凡·伯蒂歇尔在2018年柏林世界杯比赛上获团队铜牌

斯特凡·伯蒂歇尔（德語：Stefan Bötticher，1992年2月1日—）出生于莱内费尔德，是一名德国場地自由車运动员。他曾在2013年世界场地自行车锦标赛上获得男子个人竞速赛冠军和男子团体竞速赛冠军。

## 生涯
2008年斯特凡·伯蒂歇尔在德国冠军赛上获得青年爭先賽第四名，并获得阿尔伯特·里希特杯他的年龄级别总分冠军。次年他分别在争先赛和团体争先赛中获得少年世界亚军。在德国少年冠军赛上他获得競輪賽亚军和争先赛季军。
2010年在意大利蒙蒂基亚里斯特凡·伯蒂歇尔在少年场地世界冠军赛上获得两枚奖牌：争先赛银牌和团体争先赛铜牌。在竞轮赛决赛中他在领先的情况下到达目标前不久摔倒，因此只获得第六名。在科特布斯的德国冠军赛上斯特凡·伯蒂歇尔获得争先赛和竞轮赛少年冠军，并获得团体争先赛季军。2011年19岁的斯特凡·伯蒂歇尔在柏林德国冠军赛上胜过拥有国际经验的勒内·恩德斯、马克西米利安·莱维等运动员得冠，在竞轮赛中获季军。此后不久他在葡萄牙阿納迪亞获得三项欧洲冠军（23岁以下级别）：争先赛、竞轮赛和团体争先赛。
斯特凡·伯蒂歇尔是开姆尼茨警察体育俱乐部成员并于2012年为当地的一支职业场地自行车车队效力。他因此参加了2010/11年度UCI場地單車世界盃。2011年12月他在卡利在2011/12年度UCI場地單車世界盃获得争先赛冠军和团体争先赛亚军。
2012年斯特凡·伯蒂歇尔在阿纳迪亚获得23岁以下级别团体争先赛金牌，并重复了他一年前争先赛和竞轮赛的成绩。同年在德国冠军赛上他获得三枚金牌：争先赛、竞轮赛和团体争先赛，成为该冠军赛上成果最高的运动员。
2013年斯特凡·伯蒂歇尔在明斯克获得两枚世界冠军金牌：争先赛和团体争先赛。由于受伤他未能参加2013/14年度世界杯。2014年秋他在科特布斯获得争先赛和竞轮赛德国冠军。从2015年开始斯特凡·伯蒂歇尔蒙受肌肉问题。同年12月他宣布将不参加2016年1月的世界杯比赛，因此他未能入选里约热内卢2016年夏季奧林匹克運動會。
经过一段很长的恢复期斯特凡·伯蒂歇尔从2017年9月开始恢复训练。2018年他参加在阿珀尔多伦举办的世界冠军赛并获得团体争先赛第五名。2018年8月在格拉斯哥的欧洲冠军赛上他获得三枚奖牌：团体争先赛铜牌、争先赛银牌和竞轮赛冠军。2019年他在世界冠军赛上获得竞轮赛第三名。

## 荣誉
2012年斯特凡·伯蒂歇尔获得他所在的开姆尼茨警察体育俱乐部年度运动员荣誉，同年3月他获得2011年开姆尼茨年度未来运动员荣誉，2012年他再次获得这个荣誉。2018年他获得开姆尼茨年度运动员的荣誉。